# Bản Nhân Phường
Honinbō (本因坊 (Bản nhân phường) Hon'inbō) là tên của một trong bốn trường dạy cờ vây chính của Nhật Bản. Trường Honinbo, được thành lập vào năm 1612 và tồn tại đến năm 1940, được xem như là trường dạy cờ vây mạnh nhất trong thời gian tồn tại của nó.
Khi trường bị đóng cửa, danh hiệu Hon'inbō được chuyển sang trao cho người chiến thắng của Giải Hon'inbō, một sự kiện hằng năm của giới cờ vây chuyên nghiệp tại Nhật Bản. Danh hiệu này được quản lý theo một hệ thống giữ danh hiệu, nghĩa là trong một thời điểm chỉ có một kỳ thủ nắm giữ danh hiệu Hon'inbō. Các kỳ thủ chuyên nghiệp tại Nhật Bản theo tục lệ cũng thường dùng Honinbo để đặt tên riêng cho mình, đây là trường hợp duy nhất sử dụng danh hiệu để đặt tên (các danh hiệu khác như Thiên nguyên, Thập đẳng,... chưa thấy được dùng). Một ví dụ là Kaku Takagawa, giữ danh hiệu Honinbo trong 9 năm liên tiếp, và trong thời gian giữ danh hiệu đó được nhắc tới với tên gọi Hon'inbō Shukaku. Các kỳ thủ ở các quốc gia khác không có truyền thống dùng một tên đặc biệt như Hon'inbō để đặt tên cho mình, nhưng ở các quốc gia đó cũng có danh hiệu Hon'inbō.

## Các đời chưởng môn của trường Hon'inbō
- Hon'inbō thứ nhất, Sansa (算砂, 1612-1623)
- Hon'inbō thứ hai, San'etsu (算悦, 1630-1658)
- Hon'inbō thứ ba, Doetsu (道悦, 1658-1677)
- Hon'inbō thứ tư, Dosaku (道策, 1677-1702)
  - Hon'inbō truy tặng (跡目), Doteki (道的)
  - Hon'inbō truy tặng (跡目), Sakugen (策元)
- Hon'inbō thứ năm, Dochi (道知, 1702-1727)
- Hon'inbō thứ sáu, Chihaku (知伯, 1727-1733)
- Hon'inbō thứ bảy, Shuhaku (秀伯, 1733-1741)
- Hon'inbō thứ tám, Hakugen (伯元, 1741-1754)
- Hon'inbō thứ chín, Satsugen (察元, 1754-1788)
- Hon'inbō thứ mười, Retsugen (烈元, 1788-1808)
- Hon'inbō thứ mười một, Genjo (元丈, 1809-1827)
- Hon'inbō thứ mười hai, Jowa (丈和, 1827-1839)
- Hon'inbō thứ mười ba, Josaku (丈策, 1839-1847)
- Hon'inbō thứ mười bốn, Shuwa (秀和, 1847-1873)
  - Hon'inbō truy tặng (跡目), Shusaku (秀策)
- Hon'inbō thứ mười lăm, Shuetsu (秀悦, 1873-1879)
- Hon'inbō thứ mười sáu, Shugen (秀元, 1879-1884)
- Hon'inbō thứ mười bảy, Shuei (秀栄, 1884-1886)
- Hon'inbō thứ mười tám, Shuho (秀甫, 1886)
- Hon'inbō thứ mười chín, Shuei (秀栄, 1887-1907)
- Hon'inbō thứ hai mươi, Shugen (秀元, 1907-1908)
- Hon'inbō thứ hai mươi mốt, Shusai (秀哉, 1908-1940)

Một người nổi bật trong danh sách trên là Honinbo Shusaku, đã qua đời vì bệnh dịch tả trước khi được thừa hành trở thành hiệu trưởng.
Trường học Hon'inbō cũng đã sản sinh ra 3"kỳ thánh"(Kisei) - đó là Dosaku, Shusaku và Jowa (mặc dù Jowa thường bị chỉ trích vì các mưu mẹo của ông trong việc giành danh hiệu Meijin). Và hầu hết các kỳ thủ giữ danh hiệu Meijin (được giới chuyên nghiệp xem như là kỳ thủ mạnh nhất) đều xuất phát từ ngôi trường này.
Viện cờ vây Nhật Bản quyết định trao tặng danh hiệu Hon'inbō cho kỳ thủ giành được danh hiệu này từ 5 lần liên tiếp (trở thành Honinbo danh dự) sau khi Cho Chikun 10 lần liên tiếp giữ danh hiệu này. Điều này có nghĩa là Kaku Takagawa (9 lần liên tiếp), Sakata Eio (7), Yoshio Ishida (5) và Cho Chikun (10) có thể được xem như là Hon'inbō thứ 22, 23, 24 và 25 một cách kính trọng mặc dù họ có đang giữ danh hiệu hay không.

## Hon'inbō danh dự
- Hon'inbō thứ hai mươi hai, Kaku Takagawa
- Hon'inbō thứ hai mươi ba, Sakata Eio
- Hon'inbō thứ hai mươi tư, Ishida Yoshio
- Hon'inbō thứ hai mươi năm, Cho Chikun